# Городская ратуша Орхуса
Городская ратуша Орхуса — здание мэрии в городе Орхус, Дания. Современная городская ратуша является третьей по счёту в истории города. Была возведена в 1941 году по проекту, разработанному Арне Якобсеном и Эриком Мёллером.
Первая городская ратуша была возведена в Орхусе в XV веке и являлась частью Орхусского собора. Это здание было разрушено в 1859 году. Второе здание ратуши было построено в 1856—1857 годах по проекту Фердинанда Тиелеманна на пересечении Соборной площади и улицы Мейльгаде. Это здание одновременно служило в качестве суда и тюрьмы на 28 заключённых, а также служило с 1856 по 1906 год местом заседаний городского совета. После возведения нового здания в 1941 году оно до 1984 года использовалось в качестве полицейского участка, затем в нём разместился Музей женщин. Мэрия Орхуса объявила о конкурсе на строительство нового здания ратуши 28 апреля 1937 года; поскольку ко 2 августа число заявок превысило 53, их приём был закрыт. 14 августа был выбран проект Якобсена и Мёллера, однако с этим решением согласились далеко не все, что привело к бурным дебатам в национальной прессе, включая копенгагенские газеты, вследствие чего проект строительства был временно заморожен. На совещании с представителями мэрии 28 октября архитекторам было предложено придать будущему зданию более монументальный вид, дабы получить согласие на утверждение проекта. В итоге 15 ноября в проект была добавлена башня высотой 60 м, отсутствовавшая на первоначальном плане. Кроме того, для возведения здания планировалось использовать 6000 м² мрамора из норвежского Порсгрюнна. Эта башня стала последней ратушной башней из построенных в Дании. 18 ноября 1937 года мэрия одобрила новый проект здания, возведение которого должно было вестись за счёт городского бюджета. Первый камень в основание новой ратуши был заложен 24 сентября 1938 года.
В 1940 году было решено, что в 1941 году, к 500-летию города, в ратуше будет установлен изготовленный на средства горожан карильон, однако воплощению этого плана в жизнь помешала Вторая мировая война, и изготовить карильон удалось лишь в 1948 году. Общая стоимость строительства здания составила 8 миллионов датских крон, из которых 1,5 миллиона ушли на изготовление мебели дизайнером Хансом Вегнером; эта работа стала для него первым опытом сотрудничества с двумя архитекторами здания. 7 августа 1948 года была освящена колокольня ратуши. 13 марта 1995 года ратуша была признана зданием уникальной архитектуры, а в 2006 году включена в Датский культурный канон.